# Maretz
Maretz – miejscowość i gmina we Francji, w regionie Hauts-de-France, w departamencie Nord.
Według danych na rok 1990 gminę zamieszkiwało 1416 osób, a gęstość zaludnienia wynosiła 126 osób/km² (wśród 1549 gmin regionu Nord-Pas-de-Calais Maretz plasuje się na 453. miejscu pod względem liczby ludności, natomiast pod względem powierzchni na miejscu 258.).